# Great Train eXpress

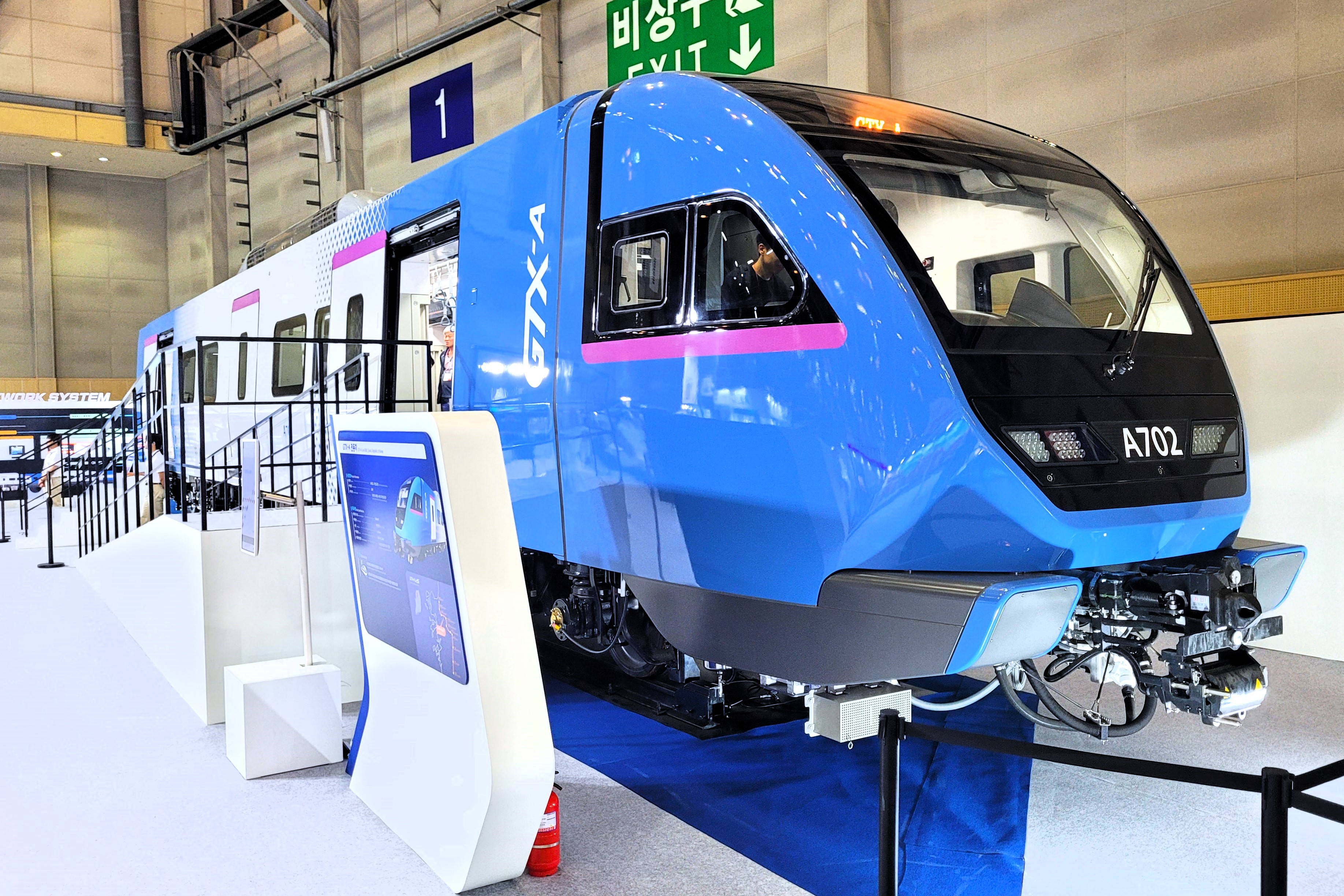
Mock-up eines Zuges für den GTX A

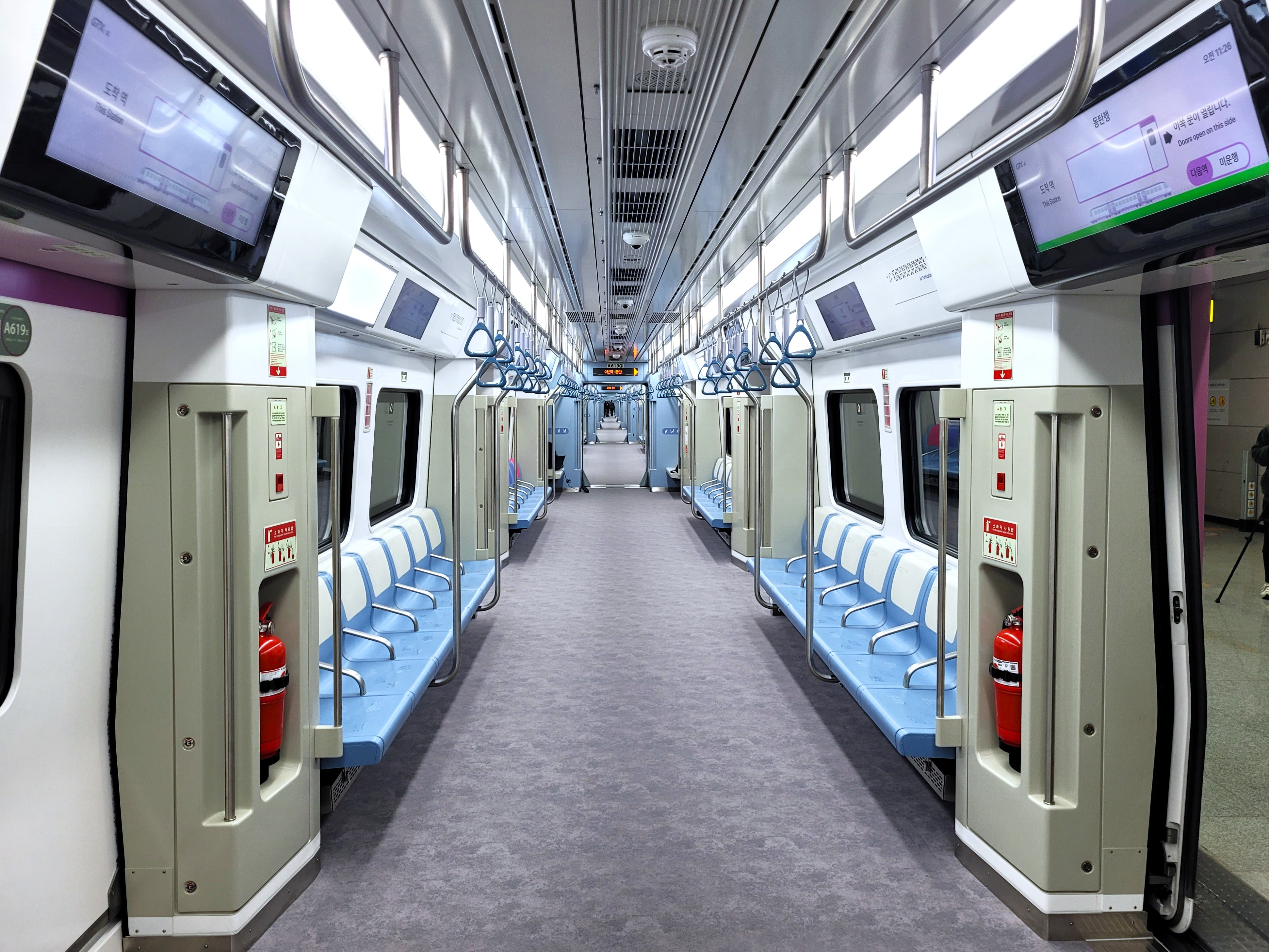
Innenraum eines Zuges

Der Great Train eXpress (GTX) ist ein in Bau befindliches Schnellbahnnetz in der Metropolregion Seoul, bestehend aus den sechs Linien GTX A bis GTX F. Die Fertigstellung ist bei Kosten von 134 Billionen ₩ (ca. 92 Mrd. Euro) für 2035 geplant. Die Tunnel werden in 40 bis 50 Meter Tiefe aufgefahren, die Höchstgeschwindigkeit liegt bei 180 km/h.
Ziel ist, wichtige Gebiete in den Außenbezirken in 20 Minuten mit dem Stadtzentrum zu verbinden.

## GTX A
Der Spatenstich für die Linie GTX A erfolgte am 27. Dezember 2018, die Inbetriebnahme war für 2023 geplant. Die Eröffnung wurde jedoch aufgrund von Problemen mit der Enteignungsentschädigung und der Entdeckung archäologischer Ruinen aus der Joseon-Zeit offiziell verschoben.  Im Oktober 2021 war das Projekt zu 20 % fertiggestellt. Der 38,3 km lange Abschnitt Suseo–Dongtan wurde am 30. März 2024 eröffnet. Auf rund 30 km verkehren die GTX A-Züge auf den Gleisen des SRT, auf den restlichen knapp 9 km am westlichen Ende unterirdisch in einem neu gebauten Tunnel. Am Zwischenbahnhof Seongnam besteht Anschluss an die Gyeonggang-Strecke. Auf der Strecke verkehren achtteilige Triebzüge von Hyundai Rotem, die eine Höchstgeschwindigkeit von 180 km/h erreichen. Die Fahrzeit verkürzt sich von 80 Minuten mit dem Bus auf 19 Minuten. In der Hauptverkehrszeit fährt alle 17 Minuten ein Zug, in der Nebenverkehrszeit maximal alle 20 Minuten.
Der Zwischenbahnhof Guseong ging im Juni 2024 in Betrieb, der nördliche Abschnitt von Unjeongjunggan zum Bahnhof Seoul folgte im Dezember 2024. Der Abschnitt Bahnhof Seoul–Samesong soll 2026 eröffnet werden. Der Bahnhof Samseong wird aufgrund weiterer Verzögerungen erst 2028 eröffnet.
| Stations- nummer | Stationsname  | Stationsname    | Stationsname | Umstieg | Linien- name                           | Entfernung | Gesamt- entfernung | Lage     | Lage      |
| Stations- nummer | Deutsch       | Hangeul         | Hanja        | Umstieg | Linien- name                           | Entfernung | Gesamt- entfernung | Lage     | Lage      |
| ---------------- | ------------- | --------------- | ------------ | ------- | -------------------------------------- | ---------- | ------------------ | -------- | --------- |
|                  |               |                 |              |         |                                        |            |                    |          |           |
| X101             | Unjeong       | 운정            | 雲井         |         | GTX A                                  | —          | 0.0                | Gyeonggi | Paju      |
| X102             | KINTEX        | 킨텍스          | 킨텍스       |         | GTX A                                  | —          | —                  | Gyeonggi | Goyang    |
| X103             | Daegok        | 대곡역 대곡     | 大谷         |         | GTX A                                  | —          | —                  | Gyeonggi | Goyang    |
| X104             | Changneung    | 창릉            | 昌陵         |         | GTX A                                  |            |                    | Gyeonggi | Goyang    |
| X105             | Yeonsinnae    | 연신내역 연신내 | 연신내       |         | GTX A                                  | —          | —                  | Seoul    | Eunpyeong |
| X106             | Bahnhof Seoul | 서울역          | 서울驛       |         | GTX A                                  | —          | —                  | Seoul    | Jung      |
| X107             | Samseong      | 삼성역 삼성     | 三成         |         | GTX A                                  | —          | —                  | Seoul    | Gangnam   |
| X108             | Suseo         | 수서역 수서     | 水西         |         | —                                      | —          |                    | Seoul    | Gangnam   |
| X109             | Seongnam      | 성남            | 城南         |         | Suseo–Pyeongtaek HSR (geteilt mit SRT) | —          | —                  | Gyeonggi | Seongnam  |
| X110             | Guseong       | 구성역 구성     | 駒城         |         | Suseo–Pyeongtaek HSR (geteilt mit SRT) | —          | —                  | Gyeonggi | Yongin    |
| X111             | Dongtan       | 동탄역 동탄     | 東灘         |         | Suseo–Pyeongtaek HSR (geteilt mit SRT) | —          | —                  | Gyeonggi | Hwaseong  |

## GTX B
Der Bau der GTX-Linie B begann am 7. März 2024. Die Inbetriebnahme der 82 km lange Strecke soll voraussichtlich 2030 erfolgen, die Fahrtzeit von Songdo zum Bahnhof Seoul verkürzt sich von bisher mindestens 90 auf dann 29 Minuten.
| Stations- nummer | Stationsname      | Stationsname            | Stationsname | Umstieg | Linien- name               | Entfernung | Gesamt- entfernung | Lage     | Lage         |
| Stations- nummer | Deutsch           | Hangeul                 | Hanja        | Umstieg | Linien- name               | Entfernung | Gesamt- entfernung | Lage     | Lage         |
| ---------------- | ----------------- | ----------------------- | ------------ | ------- | -------------------------- | ---------- | ------------------ | -------- | ------------ |
|                  |                   |                         |              |         |                            |            |                    |          |              |
| N. N.            | Songdo            | 인천대입구역 송도       | 松島         |         | GTX B                      | —          | 0.0                | Incheon  | Yeonsu       |
| N. N.            | Incheon City Hall | 인천시청역 인천시청     | 仁川市廳     |         | GTX B                      | —          | —                  | Incheon  | Namdong      |
| N. N.            | Bupyeong          | 부평역 부평             | 富平         |         | GTX B                      | —          | —                  | Incheon  | Bupyeong     |
| N. N.            | Dangarae          | 부천종합운동장역 당아래 | 당아래       |         | GTX B                      | —          | —                  | Gyeonggi | Bucheon      |
| N. N.            | Sindorim          | 신도림역 신도림         | 新道林       |         | GTX B                      | —          | —                  | Seoul    | Guro         |
| N. N.            | Yeouido           | 여의도역 여의도         | 汝矣島       |         | GTX B                      | —          | —                  | Seoul    | Yeongdeungdo |
| N. N.            | Yongsan           | 용산역 용산             | 龍山         |         | GTX B                      | —          | —                  | Seoul    | Yongsan      |
| N. N.            | Bahnhof Seoul     | 서울역                  | 서울         |         | GTX B                      | —          | —                  | Seoul    | Jung         |
| N. N.            | Cheongnyangni     | 청량리역 청량리         | 淸凉里       |         | GTX B                      | —          | —                  | Seoul    | Dongdaemun   |
| N. N.            | Mangu             | 망우역 망우             | 忘憂         |         | GTX B                      | —          | —                  | Seoul    | Jungnang     |
| N. N.            | Byeollae          | 별내역 별내             | 別內         |         | Gyeongchun Linie (geteilt) | —          | —                  | Gyeonggi | Namyangju    |
| N. N.            | Pyeongnaehopyeong | 평내호평역 평내호평     | 坪內好坪     |         | Gyeongchun Linie (geteilt) | —          | —                  | Gyeonggi | Namyangju    |
| N. N.            | Maseok            | 마석역 마석             | 磨石         |         | Gyeongchun Linie (geteilt) | —          | —                  | Gyeonggi | Namyangju    |

## GTX C
Der Bau der GTX-Linie C begann am 25. Januar 2024. Die Inbetriebnahme ist für 2028 geplant, die Fahrtzeit zwischen Uijeongbu und Samseong wird auf 30 Minuten im Vergleich zur U-Bahn halbiert.
| Stations- nummer | Stationsname          | Stationsname        | Stationsname | Umstieg | Linien- name                                      | Entfernung | Gesamt- entfernung | Lage     | Lage       |
| Stations- nummer | Deutsch               | Hangeul             | Hanja        | Umstieg | Linien- name                                      | Entfernung | Gesamt- entfernung | Lage     | Lage       |
| ---------------- | --------------------- | ------------------- | ------------ | ------- | ------------------------------------------------- | ---------- | ------------------ | -------- | ---------- |
|                  |                       |                     |              |         |                                                   |            |                    |          |            |
| N. N.            | Suwon                 | 수원역 수원         | 水原         |         | Gyeongbu Linie (geteilt) Gwacheon Linie (geteilt) | —          | 0.0                | Gyeonggi | Suwon      |
| N. N.            | Geumjeong             | 금정역 금정         | 衿井         |         | Gyeongbu Linie (geteilt) Gwacheon Linie (geteilt) | —          | —                  | Gyeonggi | Gunpo      |
| N. N.            | Gwacheon              | 과천정부청사역 과천 | 果川         |         | GTX C                                             | —          | —                  | Gyeonggi | Gwacheon   |
| N. N.            | Yangjae               | 양재역 양재         | 良才         |         | GTX C                                             | —          | —                  | Seoul    | Gangnam    |
| N. N.            | Samseong              | 삼성역 삼성         | 三成         |         | GTX C                                             | —          | —                  | Seoul    | Gangnam    |
| N. N.            | Cheongnyangni         | 청량리역 청량리     | 淸凉里       |         | GTX C                                             | —          | —                  | Seoul    | Dongdaemun |
| N. N.            | Kwangwoon Universität | 광운대역 광운대     | 光云大       |         | Gyeongwon Line (geteilt)                          | —          | —                  | Seoul    | Nowon      |
| N. N.            | Chang-dong            | 창동역 창동         | 倉洞         |         | Gyeongwon Line (geteilt)                          | —          | —                  | Seoul    | Dobong     |
| N. N.            | Uijeongbu             | 의정부역 의정부     | 議政府       |         | Gyeongwon Line (geteilt)                          | —          | —                  | Gyeonggi | Uijeongbu  |
| N. N.            | Deokjeong             | 덕정역 덕정         | 德亭         |         | Gyeongwon Line (geteilt)                          | —          | —                  | Gyeonggi | Yangju     |

## Weitere Pläne für GTX D und andere Linien
Die ersten Pläne für eine Linie D wurden 2021 von der Vorgängerregierung angekündigt. Die vorgeschlagene Route stieß auf großen Widerstand und wurde noch nicht genehmigt. Die Regierung von Yoon Seok-youl plant, drei neue Linien (Linie D, E und F) zu bauen, deren Strecken noch nicht festgelegt sind. Wahrscheinlich ist, dass die Pläne eine längere Linie D beinhalten, als bisher geplant.
| Stations- nummer | Stationsname | Stationsname            | Stationsname | Umstieg | Linien- name | Entfernung | Gesamt- entfernung | Lage     | Lage    |
| Stations- nummer | Deutsch      | Hangeul                 | Hanja        | Umstieg | Linien- name | Entfernung | Gesamt- entfernung | Lage     | Lage    |
| ---------------- | ------------ | ----------------------- | ------------ | ------- | ------------ | ---------- | ------------------ | -------- | ------- |
|                  |              |                         |              |         |              |            |                    |          |         |
| N. N.            | Janggi       | 장기역 장기             | 場基         |         | GTX D        | —          | 0.0                | Gyeonggi | Gimpo   |
| N. N.            | Geomdan      | 검단역 검단             | 黔丹         |         | GTX D        | —          | —                  | Incheon  | Seo     |
| N. N.            | Gyeyang      | 계양역 계양             | 桂陽         |         | GTX D        | —          | —                  | Incheon  | Gyeyang |
| N. N.            | Daejang      | 대장역 대장             | 大壯         |         | GTX D        | —          | —                  | Gyeonggi | Bucheon |
| N. N.            | Dangarae     | 부천종합운동장역 당아래 | 당아래       |         | GTX D        | —          | —                  | Gyeonggi | Bucheon |

## Kritik
Kritiker argumentieren, dass das GTX-Projekt die soziale und wirtschaftliche Anziehungskraft von Seoul verstärke und dies zur Festigung der Stellung Seouls als Primatstadt führen würde.